# Esma Abdelhamid
Esma Abdelhamid (* 1960 in Kasserine, Tunesien) ist eine tunesische Autorin. Sie wurde bekannt durch ihr Werk Löwenmutter, in welchem sie ihre zwölf Jahre währende Zwangsehe verarbeitet hat. Die Tunesierin lebte zwölf Jahre in Hamburg, ohne je die Alster zu sehen. Im Alter von 19 wurde sie an einen Landsmann zwangsverheiratet, zog mit ihm nach Hamburg, wurde von ihm eingesperrt und misshandelt.

## Jahre der Zwangsehe
Ihr Vater verheiratete sie gegen ihren Willen an einen Fremden. Ihr Mann brachte sie nach der Hochzeit nach Deutschland, wo er als Gastarbeiter tätig war. Die Wohnung durfte sie nicht allein verlassen. Wenn ihr Mann nach Hause kam, wurde sie regelmäßig aus nichtigem Grund Opfer seiner Gewalt. Zwölf Jahre litt Esma Abdelhamid unter Gewalt, Unterdrückung und Angst. Als ihr Mann Abdullah ihre gemeinsamen Kinder zurück nach Tunesien brachte, ließ er seine Frau Esma ohne Geld und ohne Papiere zurück. Durch Hilfe eines Frauenhauses und nach einem jahrelangen Prozess gelang es ihr, die entführten Kinder wieder zu sich zu holen.

## Auszeichnungen
Ausgezeichnet wurde sie beim »Literaturwettbewerb für Analphabeten 2005« für ihre Erzählung ›Mehr als eine Ehe‹.

## Publikationen
- Löwenmutter. Mein Ausbruch aus 12 Jahren Zwangsehe in Deutschland und der Kampf um meine Kinder; Aufgeschrieben von Marianne Moesle, Krüger Verlag, Dillingen 2008